# Cleptoria macra
Cleptoria macra är en mångfotingart som beskrevs av Chamberlin 1939. Cleptoria macra ingår i släktet Cleptoria och familjen Xystodesmidae. Inga underarter finns listade i Catalogue of Life.